# Alex Mucchielli
Alex Mucchielli este unul dintre cei mai reputați specialiști în științele comunicării, coordonator al colecției "Science de la communication". Dintre volumele consacrate se pot menționa "Les situation de la communication. Approche formelle" (1991), "La theorie des processus de la communication", "Nouvelles methodes des etudes des communication" (1998). Opera sa este de interes atât pentru psihologi, cât și pentru specialiști din științele umane.

## Arta de a comunica
Cartea lui Alex Mucchielli, “Arta de a comunica” este una dintre studiile autorului în domeniul psihologiei combinată cu cel al comunicării. Apărută la Editura Polirom într-un număr de 264 de pagini, cartea reprezintă o sinteză de investigații psihologice vizând comunicarea. Traducerea acesteia a fost realizată de către Giuliana Sfichi, Gina Puică și Marius Roman. 
Cartea aduce o serie de informații interesante, autorul reușind să surprindă mai multe situații comunicative cu preponderență pe acelea din viața cotidiană. Subiectul cărții este unul de actualitate, comunicarea reprezentând o formă indispensalibă de supraviețuire socială. Autorul analizează toate itemurile comunicării cu probe convingătoare obținute pe baza cercetării 